# Tobacco Road
«Tobacco Road» es una canción de 1964 compuesta por John D. Loudermilk y grabada originalmente por la agrupación The Nashville Teens. La canción ha sido interpretada por una gran variedad de artistas de todo tipo de géneros, de las que destacan las versiones de Jefferson Airplane, Edgar Winter, Eric Burdon & War, Spooky Tooth, Status Quo, Roy Clark y David Lee Roth.